# Pequannock
Zespół miejski Pequannock – zespół miejski w Hrabstwie Morris w New Jersey w Stanach Zjednoczonych. W 2000 roku zespół miejski liczył 13 888 mieszkańców.
W skład zespołu miejskiego Pequannock wchodzą dzielnice znane jako Pequannock i Pompton Plains, każda obsługiwana przez oddzielne urzędy pocztowe.
Nazwa "Pequannock" według wierzeń pochodzi ze słowa używanego przed Rdzennych Amerykanów, Paquettahhnuake oznaczającego krainę gotową, lub przygotowywaną do uprawy (ang. cleared land ready or being readied for cultivation). Nazwa "Pompton" według niektórych źródeł oznacza miejsce, gdzie ludzie łowią miękkie ryby (ang. a place where they catch soft fish).

## Geografia
Według Amerykańskiego Biura Spisu Ludności (ang. United States Census Bureau) całkowity obszar zespołu miejskiego Pequannock wynosi 18,7 km², gdzie 18,3 km² stanowią tereny lądowe, a 0,4 km² stanowią zbiorniki wodne.

### Sieć drogowa
Zespół miejski jest usytuowany we wschodniej części Hrabstwa, wzdłuż drogi 23 (ang. Route 23), około 8 km na północ od zjazdu z drogi 23 na międzystanową 80 i U.S. Route 46. Międzystanowa 287 przecina północno-zachodni kraniec zespołu miejskiego. Zespół miejski znajduje się ok. 55 km na zachód od Nowego Jorku.

## Historia
Nazwa ma swój początek co najmniej 1 marca 1720, kiedy to pojawiła się wzmianka "Poquanick", dzielnica w Hrabstwie Hunterdon. 25 marca 1740 utworzono nazwę istniejącą do dziś.
Wraz z biegiem czasu, wiele gmin zostało usuniętych z istniejącego w obecnym stanie zespołu miejskiego:
- Jefferson - 11 lutego 1804
- Rockaway - 8 kwietnia 1844
- Boonton - 11 kwietnia 1867
- Montville - 11 kwietnia 1867
- Butler - 13 marca 1901
- Kinnelon - 21 marca 1922
- Lincoln Park - 25 kwietnia 1922
- Riverdale - 17 kwietnia 1923.

Podczas Wojny secesyjnej, Pequannock było punktem końcowym podziemnej kolejki. The Giles Mandeville House (wybudowany w 1788) oraz obiekty przy 515 Newark-Pompton Turnpike stoją niezmienne w tym samym miejscu po dziś dzień.

## Demografia
W 2000 roku w mieście mieszkało 13 888 osób, znajdowało się również 5026 gospodarstw domowych oraz 3829 rodzin, które mieszkały w mieście. Zagęszczenie wynosiło ok. 758,4 osoby/km².
W mieście było:
- 96,60% białych
- 0,30% Murzynów
- 0,12% Rdzennych mieszkańców
- 1,91% Azjatów
- 0,50% innych ras
- 0,58% co najmniej dwurasowych.

Ludzi pochodzenia hiszpańsko-latynoskiego było 2,94% całej populacji.

## Sławni mieszkańcy
| Imię urodzenia | Rok urodzenia | Miejsce urodzenia         | Zawód                         |
| -------------- | ------------- | ------------------------- | ----------------------------- |
| Jason Biggs    | 1978          | Pompton Plains            | aktor                         |
| Peter Cameron  | 1959          | Zespół miejski Pequannock | pisarz                        |
| Derek Jeter    | 1974          | Pequannock                | Zawodnik New York Yankees     |
| Danny Kass     | 1982          | Pompton Plains            | Snowboarder                   |
| Davana Medina  | 1974          | Zespół miejski Pequannock | łyżwiarka                     |
| Susan Misner   | 1971          | Paterson                  | aktorka filmowa i telewizyjna |
| Ryan Ward      | 1947          | Zespół miejski Pequannock | Rzeźbiarz                     |
| Karen Young    | 1958          | Pequannock                | aktorka                       |